# 林建良
林 建良（りん けんりょう、1958年9月7日 - ）は、台湾の医師・政治活動家。
現在は栃木県在住。医師としての仕事のかたわら台湾正名運動と台湾建国運動を展開している。

## 経歴
台湾に生まれる。1987年、日本交流協会奨学生として来日。東京大学大学院医学系研究科博士課程修了。1993年博士学位取得。
2001（平成13）年6月、在日台湾同郷会会長の折、日本において在日台湾人の外国人登録証明書の国籍記載「中国」の「台湾」への改正をめざした「正名運動プロジェクト」を発足。台湾正名運動の発案者。
元在日台湾同郷会会長（1999年～2003年）、元世界台湾同郷会副会長（2002年～2006年）。
2007年「林一洋医師記念賞」受賞、2017年「二等華光専業奨章」受賞、在日台湾同郷会顧問、メールマガジン「台湾の声」編集長、台湾独立建国連盟日本本部委員長、日本李登輝友の会常務理事。
2018年4月に有志7人と「日米台関係研究所」を立ち上げ、理事を務めている。2020年5月「Taiwan Voice」解説者。

## TV出演
- 西部邁ゼミナール（TOKYO MX）

| タイトル             | 放送日        |
| -------------------- | ------------- |
| 中国に併呑された台湾 | 2009年6月13日 |

## 著書
- 母親ê名叫台灣：「正名運動」緣由. 台灣: 一橋出版社. (2003-09-17). ISBN 957-8251-48-3
- 『日本よ、こんな中国とつきあえるか？ 台湾人医師の直言』並木書房、2006年7月。ISBN 4-89063-201-8。
- テンジン、イリハム・マハムティ・ダシ・ドノロブ共著『中国の狙いは民族絶滅 チベット・ウイグル・モンゴル・台湾、自由への戦い』まどか出版、2009年3月。ISBN 978-4-944235-45-2。
- 『中国ガン 台湾人医師の処方箋』並木書房、2012年12月。ISBN 978-4890633005。
- 「台湾を知ると世界が見える」藤井厳喜と共著　ダイレクト出版2019年12月　ISBN　978-4-86622-072-7
- 「中国癌との最終戦争・人類の未来を賭けた一戦」勉誠出版2020年10月ISBN978-4-585-23083-0
- 「李登輝の箴言・未来の日本人へ」ダイレクト出版2023年8月　ISBN 978-4-86622-188-5